# Deutsche Leichtathletik-Hallenmeisterschaften 1970
Die 17. Deutschen Leichtathletik-Hallenmeisterschaften fanden am 21. Februar 1969 in der Berliner Deutschlandhalle statt. Gelaufen wurde auf einer 180 m langen Rundbahn. Die Sprintgerade hatte eine Länge von 50 m.

## Medaillengewinner Männer
| Disziplin      | Gold                                                                           | Leistung    | Silber                                                                               | Leistung    | Bronze                                                        | Leistung    |
| -------------- | ------------------------------------------------------------------------------ | ----------- | ------------------------------------------------------------------------------------ | ----------- | ------------------------------------------------------------- | ----------- |
| 50 m           | Horst Schiebe (1. FC Kaiserslautern)                                           | 5,7 s       | Franz-Peter Hofmeister (Jugend 07 Bergheim)                                          | 5,7 s       | Michael van Wickeren (ASV Köln)                               | 5,7 s       |
| 200 m          | Manfred Letzelter (USC Mainz)                                                  | 21,5 s      | Willi Pettau (LC Dortmund)                                                           | 21,8 s      | Edgar Krüger (PSV Essen)                                      | 21,9 s      |
| 400 m          | Ingo Röper (USC Mainz)                                                         | 47,1 s      | Karl-Hermann Tofaute (TuS 04 Leverkusen)                                             | 48,2 s      | Horst-Rüdiger Schlöske (ASV Berlin)                           | 48,8 s      |
| 800 m          | Franz-Josef Kemper (DJK/SSG Telgte)                                            | 1:49,1 min  | Reiner Föhrenbach (ASC Darmstadt)                                                    | 1:50,1 min  | Lothar Hirsch (RW Koblenz)                                    | 1:51,8 min  |
| 1500 m         | Harald Norpoth (DJK/SSG Telgte)                                                | 3:41,3 min  | Ingo Sensburg (LG Neukölln Berlin)                                                   | 3:42,3 min  | Manfred Arntz (DJK/SSG Telgte)                                | 3:48,2 min  |
| 3000 m         | Jürgen May (SV Schwalbe Hanau)                                                 | 7:59,2 min  | Werner Girke (VfL Wolfsburg)                                                         | 8:00,8 min  | Hans Munzinger (TSV Burgau 1882)                              | 8:01,8 min  |
| 50 m Hürden    | Günther Nickel (SV Bayer 04 Leverkusen)                                        | 6,5 s       | Werner Trzmiel (ASC Darmstadt)                                                       | 6,6 s       | Manfred Richter (SuS Schalke 96)                              | 6,7 s       |
| 10.000 m Gehen | Julius Müller (Delmenhorster TV)                                               | 45:20,8 min | Gerhard Weidner (LG Salzgitter)                                                      | 45:37,2 min | Karl-Heinz Pape (LG Salzgitter)                               | 46:21,8 min |
| 4 × 400 m      | VfB StuttgartHans-Dieter Hübner Herbert Moser Ulrich Strohhäcker Helmar Müller | 3:10,2 min  | SV Bayer 04 LeverkusenMartin Jellinghaus Thomas Jordan Jochen Eigenherr Ulrich Reich | 3:11,0 min  | Kehler FVPeter Trautwein Bernd Schwer Uli Arndt Georg Nückles | 3:16,3 min  |
| 3 × 1000 m     | FV Salamander KornwestheimWolfgang Mayer Manfred Henne Walter Adams            | 7:14,6 min  | LAC Quelle FürthHeinz Mörtl Anton Adam Karl-Heinz Schirmeier                         | 7:15,0 min  | Hamburger SVKlaus Bracht Frank Sonntag Erk Maasch             | 7:17,4 min  |
| Hochsprung     | Thomas Zacharias (USC Mainz)                                                   | 2,15 m      | Hermann Magerl (TSV 1860 München)                                                    | 2,15 m      | Ingomar Sieghart (TSV 1860 München)                           | 2,09 m      |
| Stabhochsprung | Heinfried Engel (USC Mainz)                                                    | 5,10 m      | Robert Anders (VfL Waiblingen)                                                       | 5,00 m      | Frank Kornatz (LBV Phönix Lübeck)                             | 4,90 m      |
| Weitsprung     | Hermann Latzel (ASV Köln)                                                      | 7,81 m      | Andreas Gloerfeld (ASV Köln)                                                         | 7,59 m      | Hans Baumgartner (TV Heppenheim)                              | 7,55 m      |
| Dreisprung     | Michael Sauer (USC Mainz)                                                      | 16,10 m     | Harald Strutz (USC Mainz)                                                            | 15,84 m     | Günter Krivec (Westfalia Herne)                               | 15,48 m     |
| Kugelstoßen    | Heinfried Birlenbach (Sportfreunde Siegen)                                     | 19,18 m     | Ferdinand Schladen (LC Bonn)                                                         | 18,11 m     | Traugott Glöckler (USC Heidelberg)                            | 18,05 m     |

## Medaillengewinner Frauen
| Disziplin   | Gold                                                                              | Leistung   | Silber                                                           | Leistung   | Bronze                                                                          | Leistung   |
| ----------- | --------------------------------------------------------------------------------- | ---------- | ---------------------------------------------------------------- | ---------- | ------------------------------------------------------------------------------- | ---------- |
| 50 m        | Annegret Irrgang (TV Brechten)                                                    | 6,4 s      | Doris Schönherr (Berliner SC)                                    | 6,4 s      | Corinna Dörries (TuS Bayer Dormagen)                                            | 6,5 s      |
| 200 m       | Elfgard Schittenhelm (OSC Berlin)                                                 | 24,5 s     | Annelie Wilden (LC Bonn)                                         | 24,7 s     | Marianne Bollig (ASV Köln)                                                      | 24,9 s     |
| 400 m       | Christel Frese (ASV Köln)                                                         | 55,2 s     | Heidi Gerhard (LC Dortmund)                                      | 56,4 s     | Birgit Barth (LG Nord-West Hamburg)                                             | 57,2 s     |
| 800 m       | Hildegard Janze (Hannover 96)                                                     | 2:12,4 min | Christel Rosenthal (DSV 04 Düsseldorf)                           | 2:12,6 min | Maria Strickling (OSC Waldniel)                                                 | 2:14,8 min |
| 1500 m      | Jutta von Haase (LG Süd Berlin)                                                   | 4:23,7 min | Christa Merten (ASV Köln)                                        | 4:23,7 min | Ellen Tittel (TuS 04 Leverkusen)                                                | 4:26,8 min |
| 50 m Hürden | Heidi Schüller (ASV Köln)                                                         | 7,2 s      | Monika Scheller (Eintracht Frankfurt)                            | 7,3 s      | Brigitte Voß (SpVg Polizei Hamburg)                                             | 7,3 s      |
| 4 × 180 m   | TuS 04 LeverkusenElisabeth Kamphues Uta Nolte Jutta Kahmeier Heidemarie Rosendahl | 1:30,3 min | LC BonnHeidi Dyckhoff Renate Rhein Ulla Zablinski Annelie Wilden | 1:30,4 min | TuS Bayer DormagenCorinna Dörries Angelika Schaper Karin Daniels Gerda Bollwerk | 1:31,4 min |
| Hochsprung  | Karen Mack (TSV 1860 München)                                                     | 1,72 m     | Bärbel Sprywald (VfL Bochum)                                     | 1,66 m     | Helga Letzelter (USC Mainz)                                                     | 1,66 m     |
| Weitsprung  | Heidemarie Rosendahl (TuS 04 Leverkusen)                                          | 6,19 m     | Brigitte Krämer (LC Dortmund)                                    | 6,15 m     | Annegret Irrgang (TV Brechten)                                                  | 6,09 m     |
| Kugelstoßen | Marlene Fuchs (TSC Euskirchen)                                                    | 16,89 m    | Liesel Westermann (TuS 04 Leverkusen)                            | 16,13 m    | Sigrun Kofink (Tübinger SV 03)                                                  | 15,92 m    |